# 불가사의 던전 떠돌이 시렌 GB2: 사막의 마성
《불가사의 던전 떠돌이 시렌 GB2: 사막의 마성》은 춘소프트가 개발한 로그라이크 롤플레잉 비디오 게임이다. 《불가사의 던전》의 하위 시리즈 《풍래의 시렌》 작품으로, 《떠돌이 시렌 GB: 달빛마을의 괴물》의 후속작이다. 게임보이 컬러로 제작돼 2001년 일본서 출시됐다.
2008년, 세가가 배급한 닌텐도 DS용 리메이크 《불가사의 던전 떠돌이 시렌 DS2: 사막의 마성》이 출시됐다.

## 평가
일본 잡지 〈패미통〉은 《떠돌이 시렌 GB2》 게임보이 컬러판에 40점 만점에 38점을 부여했다. 이는 〈패미통〉이 리뷰한 게임보이 컬러 게임 중 최고에 속하는 점수였다.

## 참조

### 내용주
1. ↑  일본어: 不思議のダンジョン 風来のシレンGB2 〜砂漠の魔城〜
2. ↑  일본어: 不思議のダンジョン 風来のシレンDS2 〜砂漠の魔城〜